# Jack the Ripper
Pour les articles homonymes, voir Jack l'Éventreur (homonymie).
Jack the Ripper est un groupe d'art rock français, originaire de Paris. Il est formé en 1995, puis mis en suspens en 2008 alors que les musiciens du groupe se consacrent à un nouveau projet appelé the Fitzcarraldo Sessions. Le nom du groupe viendrait de la chanson éponyme de Nick Cave and the Bad Seeds, groupe qui constitue une grande part de leurs influences.

## Biographie

### Origines et débuts (1995–2000)
Jack the Ripper (d'après le nom anglophone de Jack l'Éventreur) est formé en 1995 par deux frères, Arnaud et Thierry Mazurel, respectivement au chant, à la basse et à la contrebasse, bientôt rejoints par deux autres membres. La première version finalisée sera de huit membres qui donneront leur premier concert au Pic Vert, à Paris, le 25 décembre 1995. Il ne reste aucune trace de ce concert, que ce soit au niveau pictural ou sonore. Pendant deux ans, la Flèche d'Or et les péniches des quais de la Seine deviennent des lieux de concerts pour le groupe qui sort bientôt un premier album live de cinq titres.
En 1998, ils expérimentent un premier enregistrement en studio, session qui aboutira à la destruction totale des morceaux enregistrés, excepté Party In Downtown, qui sera réenregistré sur leur deuxième album, I'm Coming, en 2003, devenant par la suite un incontournable morceau de concert.

### The Book of Lies(2001)
Quelques concerts se suivent jusqu'à la rencontre avec Yann Dupuis en février 1998 qui deviendra leur ingénieur du son officiel en concert. Ripper enregistrent quelques maquettes, qui, malgré le bouche à oreille et la réputation que le groupe commence à acquérir, seront toujours refusées, sous le prétexte que le groupe préfère chanter en anglais, ce qui ne semble pas convenir aux labels de production. Jack the Ripper décide donc d'auto-produire son premier album, The Book of Lies, entièrement chanté en anglais. Un violoniste et un trompettiste viennent enregistrer des chansons telles que Haunted, In a Bar, with Billy Kunt ou Prayer In a Tango, et finissent par rejoindre le groupe. Brice Miramont et Gwarr Greff réalisent le son de cet album dans le studio Toxic-Music.
Au même moment, le bassiste Thierry Mazurel découvre un peintre brésilien nommé Juarez Machado, avec lequel le groupe collabore en intégrant une de ses œuvres : La Fête continue, comme illustration de la pochette de leur album. Le groupe présente cet album pendant toute l'année 2000 et 2001 et se fait finalement remarquer par un distributeur indépendant, Poplane, qui intégrera à son catalogue The Book of Lies (du nom d'un livre du mystique Aleister Crowley dont les références ne sont pas rares chez Jack the Ripper). Le groupe sort donc officiellement son premier album le 11 septembre 2001[réf. nécessaire].

### I'm Coming(2002–2005)
L'année 2002 est une année faste pour le groupe : élus Talents Scène des découvertes du Printemps de Bourges 2002, les organisateurs leurs proposent d'assurer la première partie de The (International) Noise Conspiracy, le 13 avril. Sous la tente du Magic Mirror de Bourges, le groupe signe officieusement avec le label Le Village Vert pour deux albums, et avec Olympic Tour comme tourneur officiel. De mai à décembre 2002, les membres de Jack the Ripper partent en tournée dans toute la France ; le groupe est remarqué et les salles de concert se remplissent progressivement sous l'effet du bouche à oreille. Le 6 juillet, ils effectuent la première partie de Yann Tiersen au théâtre Napoléon III à Compiègne.
Le groupe commence à enregistrer son deuxième album de la fin 2002 à janvier 2003, I'm Coming,, sortira le 17 mars de la même année. Une fois de plus, c'est une peinture de Machado, Bain de lune, qui est choisie pour illustrer l'album. S'enchaîne leur seconde tournée nationale de mai 2003 à juin 2004. Jack the Ripper écume les salles de France, impressionnant les spectateurs par leur présence en scène. Ils jouent le 17 septembre 2003 à Montréal avec The (International) Noise Conspiracy.
D'octobre 2004 à mars 2005, Jack the Ripper rentre en studio pour préparer un troisième album aux studios Terrains d'entente à Paris, avec la collaboration de Pascal Bence et Abdellah Souni. L'album est finalement enregistré en Belgique, par Stephan Kraemer, aux studios Impuls, à Louvain, et masterisé par Allan Ward à Electric City, à Bruxelles. Naturellement, c'est une nouvelle toile de Juarez Machado qui conclut la trilogie.

### Ladies Firstet séparation (2005–2008)
Le 17 octobre 2005, l'album Ladies First sort dans les bacs. C'est un succès pour le groupe qui se fait remarquer par les radios, notamment avec leur single I Was Born a Cancer, chanson particulièrement cynique — surtout en considérant l'habitude qu'a le groupe d'enfumer régulièrement les scènes durant ses concerts et celle du chanteur de distribuer des cigarettes au public en plein milieu de la chanson en question. France Inter, FIP, Télérama et d'autres remarquent le groupe et en font la promotion, aidant les Ripper qui entament une troisième tournée musicale et qui continuera pendant tout 2006 avec des dates parisiennes, notamment à la Cigale ; mais aussi provinciales, dans tout l'hexagone. Le 27 avril 2006, a lieu un concert exceptionnel au studio 105 de la maison de la radio, diffusé en direct sur FIP, au cours duquel le groupe reprend First We Take Manhattan de Leonard Cohen. Celui-ci aura d'ailleurs droit à un nouvel hommage quand, le 30 octobre 2006, sort un album inédit du groupe contenant quatre nouvelles chansons dont une autre reprise du songwriter.
Le 21 avril 2008, après presque un an de silence, le site officiel annonce un futur incertain pour le groupe à travers un message nébuleux, promettant toutefois de tenir les visiteurs au courant « d'ici quelques semaines. » Fin septembre 2008, le groupe annonce sur MySpace un nouveau projet nommé the Fitzcarraldo Sessions (en référence au film allemand de Werner Herzog). La formation de ce nouveau groupe est composée des musiciens de Jack the Ripper, à l'exception d'Arnaud Mazurel, remplacé par des chanteurs issus d'autres groupes tels que 21 Love Hotel, Moriarty, et Archive.

## Influences
Le groupe a souvent été rapproché de Nick Cave and the Bad Seeds et de 16 Horsepower, influences dont il ne se cache pas, leur rendant même hommage par divers clins d'œil. Mais avec le temps, leurs influences ont peu à peu disparu pour laisser place à un curieux mélange. Alors que leur premier album était encore très marqué par le Henry's Dream de Nick Cave and the Bad Seeds, Jack the Ripper a depuis évolué vers une musique très élaborée où les arrangements et le mixage priment, n'hésitant pas à mêler l'électronique aux musiques traditionnelles.
Les textes surréalistes d'Arnaud Mazurel vont plonger dans la mythologie et la littérature du XVIe siècle, alors que celui-ci apparait fréquemment grimé durant ses concerts. Côté esthétique, Jack the Ripper est plus proche du paysage des films noirs et ses ambiances germaniques réveillent l'oppression durant et après la seconde guerre mondiale ; notamment par son côté cabaret manifeste. De par son nom et les costumes sombres portés par le groupe en concert, leur musique et leur attitude scénique les rendent proche des « atmosphères de crime anglais » distillées dans les livres et les films traitant du fameux tueur en série londonien.
Mais le groupe entier puise son inspiration dans de nombreux autres registres, chaque musicien apportant sa contribution, comme les musiques tziganes, yiddish et latines grâce à l'apport du violoniste Adrien Rodrigue et du trompettiste Aka de Kebnekaize, auxquels viennent s'ajouter un tromboniste et une violoncelliste durant certaines représentations.

## Membres
- Arnaud Mazurel - chant
- Alexandre Irissou - piano, claviers, melodica
- Hervé Mazurel - guitare acoustique, électriques
- Dominique Martin - guitare électrique, piano
- Thierry Mazurel - basse, contrebasse
- Fabrice Fenaux - batterie
- Adrien Rodrigue - violon, violoncelle
- Aka de Kebnekaize - trompette

## Discographie
- 1997 : Jack the Ripper - Live à la Flèche d'Or (album live)
- 2001 : The Book of Lies
- 2003 : I'm Coming
- 2005 : Ladies First
- 2006 : Ladies First, Inédits-EP